# Ermin Velić
Ermin Velić, jugoslovanski (bosanskohercegovski) rokometaš, * 1. april 1959, Jajce.
Leta 1988 je na poletnih olimpijskih igrah v Seulu v sestavi jugoslovanske rokometne reprezentance osvojil bronasto olimpijsko medaljo.